# North Charleston
 (juillet 2025).
Si vous disposez d'ouvrages ou d'articles de référence ou si vous connaissez des sites web de qualité traitant du thème abordé ici, merci de compléter l'article en donnant les références utiles à sa vérifiabilité et en les liant à la section « Notes et références ».
Pour les articles homonymes, voir Charleston.
North Charleston est une ville américaine située dans le comté de Charleston, dans l'État de Caroline du Sud. Une partie se trouve dans le comté de Dorchester. Elle fait partie de l’agglomération de Charleston et est la troisième plus grande ville de l'État.

## Histoire

### Les plantations (1680-1901)
Du XVIIe siècle à la guerre de Sécession, la région est occupée initialement par des plantations.
Les grandes plantations sont constamment subdivisées en petites exploitations tandis que la population commence à se déplacer vers le nord. Après la guerre civile, les usines d'engrais phosphatés commencent à apparaître, avec l'exploitation à ciel ouvert près de la rivière Ashley. La principale voie pour le transport de ces phosphates finit par être connue comme la « Ashley phosphate Road ».

### La naissance d'une ville
Depuis le début du XXe siècle, la section du comté de Charleston qui devint plus tard la ville de North Charleston est désignée comme un lieu de développement de l'industrie, des sites commerciaux et militaires.
En 1901, le chantier naval de Charleston est construit à la suite des accords entre le gouvernement fédéral et les dirigeants locaux de la ville de Charleston. Peu de temps après, la General Asbestos and Rubber Company construit la plus grande usine d'amiante du monde.
En 1912, un groupe d'hommes d'affaires de la ville de Charleston forme une société de développement. La zone de « Park Circle » est l'une des premières à être conçues et développées, pour un usage industriel, commercial et résidentiel. Quelques-unes des rues du quartier portent encore les noms de ces développeurs originaux : Durant, Buist, Mixon, Hyde et O'Hear. Au cours de la Seconde Guerre mondiale, le développement se poursuit grâce aux bases militaires et des industries associées qui attirent de nouveaux habitants.
De la Seconde Guerre mondiale aux années 1960, beaucoup de gens qui vivent dans cette région sont mécontents de la façon dont leur communauté est gérée. Ils veulent avoir un contrôle direct sur le développement futur. Beaucoup de leurs tentatives de créer une ville indépendante sont rejetées par décisions de justice. Un référendum sur la création d'une corporation municipale a lieu le 27 avril 1971. Le 12 juin 1972, après une série de batailles juridiques, la Cour suprême de la Caroline du Sud confirme les résultats du référendum et North Charleston devient une municipalité avec John E. Jr. Bourne comme premier maire.

### Les dix premières années
Lorsque North Charleston est constituée, elle se compose de plusieurs domaines. Tout au long de sa première année d'existence, elle s'agrandit et devient la 4e plus grande ville de l'État après l'annexion de la base navale, l'Air Force Base et de l'aéroport international de Charleston.
En février 1973, North Charleston double sa superficie et s'élargit dans le comté de Berkeley. En mai 1973, la ville crée son service de police, qui comprend 21 officiers et six voitures. À la fin de la première année, la population passe de 22 000 à 53 000 habitants.
Grâce à une croissance continue, elle comprenait 20 églises, un centre commercial de 62 magasins et de grandes étendues de quartiers résidentiels, la ville est devenue le 3e plus grande ville de Caroline du Sud sur le 3 juillet 1976.
Le 12 juin 1982, North Charleston a une population de 65 000. En dix ans, le taux de croissance est de 250 %.
Elle avait investi 15 millions de dollars en capital ; 1,95 million de dollars investi dans les parcs et installations récréatives, et 2,28 millions de dollars dans le développement économique.

### Une croissance douloureuse
En 1983, North Charleston est devenue la première ville en Caroline du Sud à mettre en œuvre un système de gestion assistée par ordinateur. L'hôpital Baker a ouvert une nouvelle installation sur les rives de la rivière Ashley.
En 1986, la population du Nord de Charleston atteint 78 000 habitants s'étendant sur 120 km2. Un monument en l'honneur des anciens combattants du Vietnam est érigé et dédié en face de l'hôtel de ville, où il reste pendant plus de vingt ans avant d'être déplacé vers Patriots Point en 2008. La ville célèbre son 15e anniversaire l'année suivante, marquée par des événements tels que l'ouverture du complexe commercial « Northwoods » et l'apparition d'une plage au milieu de la ville avec l'ouverture de « Treasure Lake ».
En septembre 1989, l'ouragan Hugo dévaste la région, provoquant plus de 2,8 milliards de dollars de dommages.
En 1991, John E. Bourne, Jr. perd l'élection pour un sixième mandat de maire au profit de Bobby Kinard, dont la magistrature est tumultueuse et est marquée par des conflits répétés avec le conseil municipal, qui finit par retirer ses pouvoirs au maire qui démissionne en 1994.
La région connaît une nouvelle expansion en 1993, quand un escadron de McDonnell Douglas C-17 Globemaster III s'établit à la base Air Force. Le « North Charleston Coliseum » ouvre et l'équipe des Stingrays de la Caroline du Sud commencent à y jouer.

### 1996 à aujourd'hui
La base navale de Charleston reste le plus gros employeur de civils en Caroline du Sud dans les années 1990. L'influence des élus et la menace d'une attaque nucléaire jouent un rôle important dans le maintien des bases de North Charleston.
Toutefois, dans le début des années 1990, avec la fin de la guerre froide et l'imminence des compressions budgétaires de la défense, la base navale de Charleston est une nouvelle fois menacée. En 1993, la décision de fermeture de la base navale de Charleston est prise pour le 1er avril 1996. Avec un budget annuel d'environ 1,4 milliard de dollars, la fermeture de la base est un coup dur pour l'économie tout entière. Au fil des ans, des milliards de dollars avait coulé dans l'économie de la région et des centaines de milliers d'emplois ont été fournis au personnel militaire et civil. De nombreux militaires qui ont travaillé ou passé à la base sont partis. Des parties de la base ont été louées à diverses entreprises publiques et privées.
Un projet pour l'ancienne base navale a été finalisé dans un accord contractuel au début de 2004. Ce plan visait à préserver les styles architecturaux, la diversité du quartier et unique de la région et son tissu social. Il vise également à rétablir la stabilité de l'environnement et sa beauté, pour attirer des emplois, améliorer les services comme l'éducation et la santé, réduire la dépendance sur à la voiture, promouvoir les activités récréatives, éliminer les fondements de la criminalité et de la pauvreté, et renforcer le sentiment de fierté des habitants.
Dans les années suivantes, cependant, le plan a échoué à se concrétiser. Des discussions entre les représentants de la ville et de l'État en ce qui concerne le développement industriel des parties restantes de l'ancienne base ont décroché en 2009, principalement en raison d'un différend sur l'accès à un terminal ferroviaire intermodal qui occupe la partie centrale de la zone. Les représentants du gouvernement de l'État ont cherché à avoir accès ferroviaire à la fois du Nord et du Sud. Cette notion a été directement contredite par le maire Summey, qui a insisté pour que l'accès ferroviaire du nord soit abandonné pour éviter la circulation de trains lourds à travers le quartier de Park Circle.
En octobre 2009, Boeing annonce la sélection du site de North Charleston pour le montage de son nouveau 787 Dreamliner. Cette position de North Charleston comme l'un des centres majeurs de l'aéronautique mondiale a ouvert la voie à des milliers de nouveaux emplois pour fournir un travail de qualité pour les résidents de la ville et toute la région.
À la suite d'événements tragiques en juin 2010, l'ancien maire Bobby Kinard se suicide après avoir face à la dépression à la suite de ses expériences dans la guerre du Viêt Nam. En décembre de cette année, une société du Delaware ayant des liens avec l'ancien secrétaire d'État au Commerce Bob Faith achète la plus grande parcelle de l'ancienne base. La société transfère ensuite l'acte de vente, donnant l'élan nécessaire pour leur projet de gare de triage d'accès nord et sud en dépit des objections du maire Summey. Celui-ci annonce son intention de déposer une plainte contre l'État, au motif que leur plan viole l'accord de la ville avec l'Autorité portuaire d'État pour que le rail ne passe pas à travers l'extrémité nord de l'ancienne base.

## Politique et administration
La ville est dirigée par un maire et un conseil de dix membres, élus pour un mandat de quatre ans.

### Liste des maires
| Période        | Période      | Identité           | Étiquette | Qualité |
| -------------- | ------------ | ------------------ | --------- | ------- |
| 1972           | 1991         | John E. Bourne Jr. |           |         |
| 1991           | 1994         | W. Robert Kinard   |           |         |
| 1994           | 1994         | Kenneth McClure    |           | intérim |
| 1994           | janvier 2024 | R. Keith Sumney    |           |         |
| 2 janvier 2024 | en fonction  | Reggie Burgess     |           |         |